# بخش‌های دپارتمان وین
بخش‌های دپارتمان وین (انگلیسی: Arrondissements of the Vienne department) شامل ۲ بخش به شرح زیر است:
1. بخش شتلرو با ۹۲ کمون (فرانسه) و جمعیت ۱۱۱ هزار نفر در سال ۲۰۱۳ می‌باشد.
2. بخش مونموریون با ۹۵ کمون (فرانسه) و جمعیت ۷۴ هزار نفر در سال ۲۰۱۳ می‌باشد.
3. بخش پواتی‌ار با ۸۷ کمون (فرانسه) و جمعیت ۲۴۴ هزار نفر در سال ۲۰۱۳ می‌باشد.